# قره‌آغاج‌رود
قره‌آغاج‌رود یکی از روستاهای استان آذربایجان شرقی است که در دهستان سلوک بخش مرکزی شهرستان هشترود واقع شده‌است. 